# ОШ „Ослободиоци Београда” Београд
ОШ „Ослободиоци Београда” једна је од основних школа у општини Палилула. Налази се у Прерадовићевој улици 2.

## Опште информације
Школа је окружена спортским теренима, парком, халом Александар Николић, Дечјим културним центром, базеном Ташмајдан и библиотеком „Милутин Бојић” са којим има сарадњу. Око школске зграде налази се парк који се простире на 2500m² и спортски терени површине 2000m².
У оквиру школе постоје литерарна, драмско-рецитаторска, ритмичка, ликовна секција и оригами за ученике млађих разреда. Соло певачи, мали и велики хор и оркестар чине темељ културне и јавне делатности школе. У школи се учи енглески језик од првог разреда, док у петом разреду постоји могућност избора између француског или руског језика. Настава пливања одржава се на базену Ташмајдан.

## Галерија
- ОШ „Ослободиоци Београда”
- Улаз у основну школу
- Спортски терени
- Двориште школе
- Двориште школе
- Табла са натписом
- ОШ „Ослободиоци Београда”
- Улаз у основну школу